# Sibylle Gollac
Sibylle Gollac, née en 1978, est une sociologue française. Elle est chargée de recherche au CNRS, au Centre de recherches sociologiques et politiques de Paris (CRESPPA), et coautrice notamment du livre Le Genre du capital. Comment la famille produit les inégalités, publié en 2020 et écrit avec Céline Bessière.

## Biographie
Sibylle Gollac  est née à Amiens en 1978. 
Elle est admise à l’ENS Paris en 1998, suit une formation en économie et en sociologie à l'université Paris 1 Panthéon-Sorbonne et à l’université Paris V - René Descartes, et est admise à l'agrégation de sciences économiques et sociales en 2001. Elle obtient en 2002 un diplôme d'études approfondies en sciences sociales, puis présente en 2011, sous la direction de Florence Weber, une thèse de doctorat à l’EHESS. Sa thèse de doctorat s’intitule La pierre de discorde. Stratégies immobilières familiales dans la France contemporaine,.
À partir de 2002, elle commence, en parallèle de ses activités de recherche, une activité d’enseignement tout d’abord en tant que monitrice à l’université Paris-Dauphine, puis à partir de 2005 en tant qu’attaché temporaire d'enseignement et de recherche de l’IUT de l’université Paris-Descartes et de 2006 à 2012 en tant que AGPR au département de sciences sociales  de l’ENS Paris. Elle intervient ensuite à l’université Paris-Nanterre,  à l’ENS Paris-EHESS, à l’université Paris-VIII-Vincennes-Saint-Denis, et à l’université Paris-Dauphine, et encadre des doctorants.

## Recherches
Ses recherches portent notamment sur le  rôle du patrimoine dans la reproduction des rapports sociaux de classe et de sexe, ainsi que sur la place de l’économique et du juridique dans les relations de parenté et les inégalités de genre. Elle est membre d'un collectif qui devient le groupe JustineS (groupe de chercheurs qui analyse les inégalités sociales face à la Justice) travaillant sur le traitement judiciaire des séparations conjugales, par enquêtes auprès des juridictions et d’avocats spécialisés. Elle mène ensuite une enquête complémentaire avec Céline Bessière auprès de notaires. À partir de ses différents travaux de recherche, y compris les enquêtes effectuées pour sa thèse de doctorat, elle publie en 2020 avec Céline Bessière un ouvrage très remarqué intitulé Le Genre du capital,, traduit aussi en anglais par Juliette Rogers, et adapté en bande dessinée avec le concours de Jeanne Puchol. Cet ouvrage synthétise des recherches effectuées sur une vingtaine d'années, et complète les travaux de l'économiste Thomas Piketty, formalisés notamment par son ouvrage Le Capital au XXIe siècle, apportant par rapport à Thomas Piketty un éclairage complémentaire sur les inégalités de transmissions de patrimoine selon le genre,. Les deux sociologues françaises développent notamment dans leurs travaux les concepts de stratégies familiales de reproduction et de comptabilité inversée. La bande dessinée publiée en 2023 sur la base du texte de 2020, Le Genre du capital, se voit décerner le prix lycéen spécial BD d’économie de 2023. Jeanne Puchol, la dessinatrice ayant apporté son concours à l'adaptation en bande dessinée, a choisi de faire s'exprimer des chats en plus des sociologues Sibylle Gollac ou Céline Bessière, ayant aperçu les deux compagnons félins de Sibylle Gollac : « D’une part, j’ai voulu que tout soit dialogué. D’autre part, ce que j’aime dans la BD, ce sont les bulles qui sortent de la bouche de personnages. Donc, j’ai choisi que tout soit raconté par Sibylle Gollac ou Céline Bessière, ou par l’un des chats » a-t-elle expliqué,.
Devenue chargée de recherche au CNRS, membre de l'équipe Cultures et sociétés urbaines (CSU) au sein du Centre de recherches sociologiques et politiques de Paris (CRESPPA - UMR 7217),  Sibylle Gollac est également membre du comité scientifique de l’Institut du Genre, membre élue de la section 19 du Conseil national des universités, et co-rédactrice en chef, avec Julien Duval et Anne Lambert, de la revue Actes de la recherche en sciences sociales, une revue fondée en 1975 par Pierre Bourdieu.

## Principales publications
Sauf exception, les articles ne sont pas cités, au bénéfice des ouvrages.
- Avec le collectif Onze, Au tribunal des couples, enquête sur des affaires familiales, Odile Jacob, 2013.
- Avec Solène Billaud, Alexandra Oeser et Julie Pagis, Histoires de famille : Les récits du passé dans la parenté contemporaine, Rue d'Ulm - Presses de l'Ecole normale supérieure, 2015[11]
- Avec Céline Bessière, Le Genre du capital. Comment la famille reproduit les inégalités, La Découverte, 2020.
- Avec Céline Bessière, et la traduction de Juliette Rogers, The Gender of Capital. How Families Perpetuate Wealth Inequality, Harvad University Press, 2023.
- Avec Céline Bessière, et Jeanne Puchol, Le Genre du capital. Comment la famille reproduit les inégalités, Delcourt -  La Découverte, 2023. Bande dessinée[1],[12].
- Préface de la traduction en français de l'ouvrage de Viviana Zelizer, Pricing the Priceless Child intitulé pour cette traduction en français  Fixer la valeur monétaire des enfants : du travail des champs à l'industrie hollywoodienne (1870-1930), Éditions Rue d’Ulm, 2024.